# 羅茲多利涅 (舊別利斯克區)
49°18′24″N 39°0′36″E / 49.30667°N 39.01000°E
羅茲多利內（烏克蘭語：Роздольне）是位於烏克蘭東部的村莊，由盧甘斯克州舊比利斯克區的奇米里夫卡市鎮負責管轄。該村始建於1960年，面積0.45平方公里，海拔高度91米，2001年人口171，人口密度每平方公里380人。